# 오크

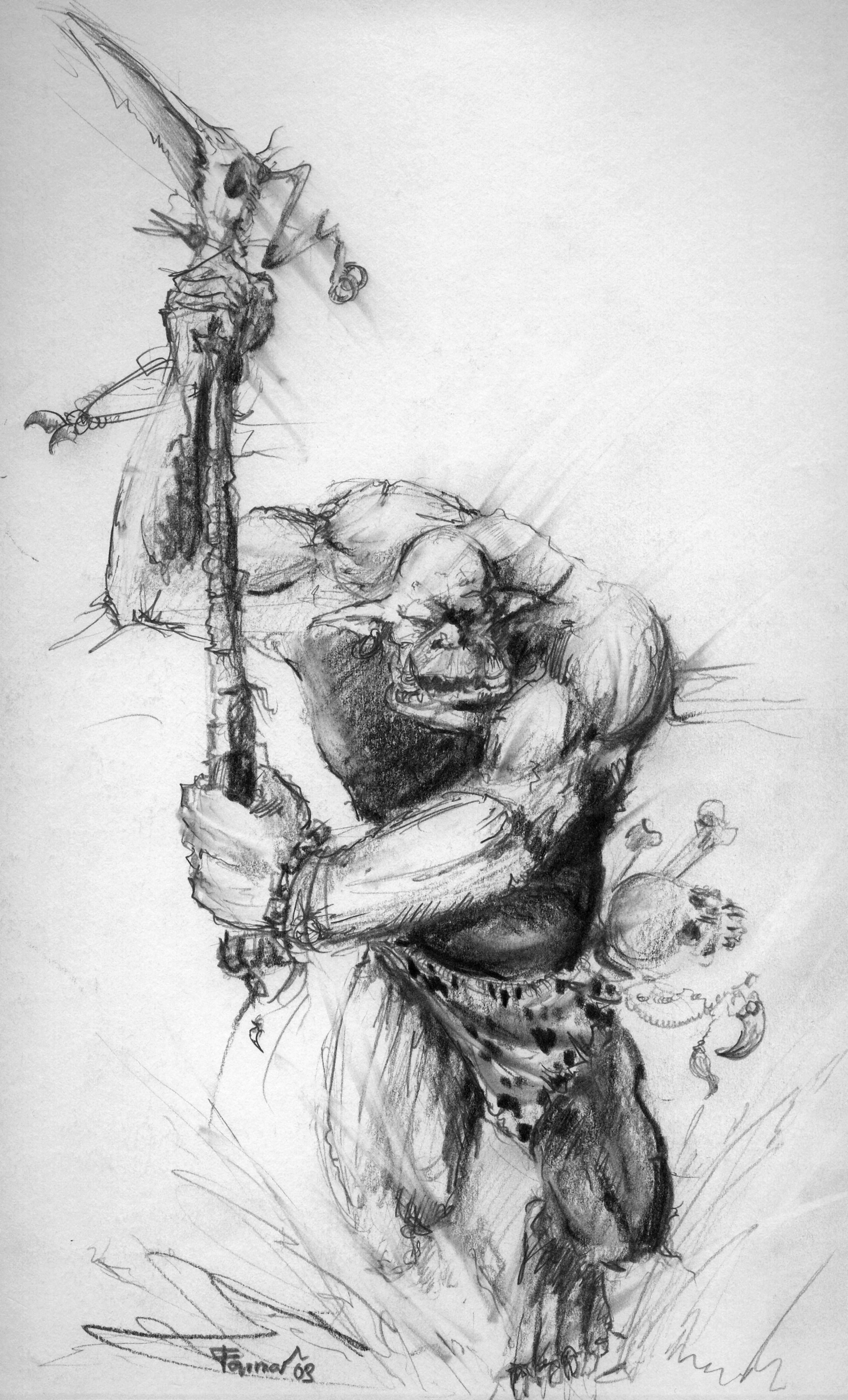

오크(Orc 또는 Ork)는 라틴어로 악마 혹은 지하 세계의 생물을 가리키는 말이다. 반지의 제왕을 위시한 존 로널드 루엘 톨킨의 소설을 무대로 한 가상의 판타지 세계에서는 사악한 세력에서 병사로 이용되는 종족의 이름으로 다시 태어났다.

## 이름의 유래
베오울프 전설에서는 좀비를 닮은 그렌델의 종족을 오크내아스(Orc-néas)라고 기술하고 있다. 오크내아스의 이름은 로마 신화에 등장하는 죽음의 신 오르쿠스(Orcus)가 어원인 것 같다. 오르쿠스는 수염을 기른 사나운 거인의 모습을 하고 있다고 한다. 톨킨은 베오울프 전설의 이 기록을 보고 오크라는 종족을 창조해냈다.
다만 오크라고 하는 말은, 바다의 괴물을 가리키는 말로서 별도의 존재가 있었다. 이쪽은 가이우스 플리니우스 세쿤두스(대플리니우스)의 저서 《박물지》에 기술된 오르카(orca)에서 유래하며, 중세에는 전통적인 바다 괴물로 바뀌어서 이용되었다. 어느 자료에 의하면, 샤를마뉴는 지중해에서 오크에게 배를 습격당하자 이를 퇴치했다고 한다. 아리오스토의 서사시 《광란의 오를란도》에서는 안젤리카라는 아가씨를 사로잡은 바다 괴물로 등장하며, 영웅 로제로는 히포그리프를 타고 괴물과 싸웠다. 이 오크는 거대하고 비늘이 있으며, 송곳니와 흡사 돼지와 같은 코를 가지고 있었다.

## 톨킨의 오크
바다와는 무관한, 인간의 형태를 한 종족으로서의 오크는 존 로널드 루엘 톨킨이 창조한 것이다. 톨킨의 작품에서의 오크는 고유 명사로서 다루어져 앞글자가 대문자인 경우도 있지만, 다른 작품에서는 소문자로 표기한다. 톨킨의 작품에서의 오크는 크기는 인간과 거의 같고, 보기 흉한 데다가 추잡한 존재로서 그려지고 있다. 지능은 있지만 둔하고 무식한 생물로, 오로지 살육과 파괴 밖에 할 줄 모르는 존재로 묘사된다. 반지의 제왕에서는 오크가 악의 세력(사우론과 사루만)의 병사로 사용되었다. 톨킨의 실마릴리온에 의하면, 오크의 기원은 모르고스가 창조한 생물 또는 모르고스에 잡혀간 엘프가 고문에 의해 모르고스에게 항복하여 끔직한 외형을 가지게 되었다고 설명하고 있다. 오크는 햇빛을 싫어하며, 모르고스가 불러오는 안개 속에서 더 강한 전투력을 발휘하는 것으로 묘사되고 있다.반지의 제왕에서는, 사루만에 의해 창조된 오크와 비슷한 우르크하이에 대해서도 다루고 있다.

## 다른 판타지 작품에서의 오크

### 던전 앤 드래곤
던전 앤 드래곤에서의 오크는 낮은 이마, 수퇘지 엄니처럼 뾰족 튀어나온 송곳니, 돼지를 닮은 얼굴을 하고 있으며 회색 피부, 거친 털에 뒤덮인 회색 피부, 구부정한 자세가 특징이다.

### 워해머의 오크
워해머에서의 오크는 초록색 피부에 폭력적으로 묘사되고 있다. 흔히 오크하면 녹색 피부를 가진 거대한 인간형 괴수라고 표현되는데 그 기원이 바로 워해머이다.
워해머에서의 오크는 인간의 2~3배에 달하는 크기의 신장을 가지고 있으며 포자를 거쳐 번식한다. 워해머 40k에 등장하는 오크는 전 우주에 널리 퍼져 있으며 빅멕이나 멕보이라는 기계를 다루는 오크가 개발한 여러 차량을 타고 다니는데 주로 인간이나 다른 외계생물체의 차량을 개조시키는데 이것을 루티드(Looted)라고 부른다.
오크들은 차량에 붉은 물감을 칠하면 2~3배 정도 차량이 빨라지면서 강해진다고 믿고 실제로도 그렇게 된다. 루티드의 대표적인 예로는 인류제국의 전투 차량의 하나인 리만 러스 전차가 오크에게 넘어갔었는데 그 차량은 엔진이 없어도 작동되고 포신에 구멍이 뚫려있지 않아도 저절로 포탄이 나가게 개조되었다고 한다. 또한 와아아아!!(Waaaagh!!)에너지가 있는데 이것은 엘다나 타우같은 고지능 생물도 이해하지 못한 오크 특유의 정신적 연결고리가 있다.
오크의 화폐는 자신의 치아로 그것으로 무기, 음식, 차량을 사들이면서 생활하며 뽑아도 다시 자라나기 때문에 언제든지 가능하다. 다만 오크의 치아는 뽑고 나서 1년 정도 지나면 석화되어 가치가 떨어지기 때문에 뽑은 뒤에 바로 소비해버리는 경우가 많다. 포자 번식을 거쳐서 엄청나게 빠르게 번식해 나가며 오크의 포자가 그 행성에 뿌리를 내리면 그 오크의 숫자는 엄청난 속도로 행성에 퍼져나간다.

### 워크래프트
드레노어에서 자신들만의 문화를 가꾸어나가던 종족으로 묘사했으며. 샤먼이 있었고 주술 문화를 신봉했다. 하지만 제사장인 넬쥴이 킬제덴과 계약함으로써 주술 문화는 사라졌고 사악한 흑마법을 익히게 되었다. 넬쥴은 대전쟁 패배 이후 도주했으나 결국은 잡혀 리치 왕이 되었다.

### 엘더스크롤
오크 또는 오시머(Orsimer)라고 불리는 종족이며, 다른 엘프 종족들과 그 기원이 같다고 알려져있다. 종족 설정에 있어서 몽골과 일본을 비롯한 동양 계열에 영향을 많이 받았으며, 명예를 중시하는 나름의 전통이 있는 종족으로 묘사된다. 한편으로는 지속적으로 독립 국가인 오르시니움 (Orsinium)을 건설하기 위해 노력하지만 번번히 실패하는 모습은 유대인을 연상시킨다고 이야기하기도 한다.